# 雄武軍節度使
雄武軍節度使，前身為唐代的秦州防禦守捉使、秦成兩州經略、天雄軍使、天雄軍節度使，是唐代、五代在秦州（今甘肅省秦安縣西南）設置的節度使。
唐大中三年（849年）升秦州防禦守捉使為秦成兩州經略、天雄軍使，咸通五年（864年）升為天雄軍節度使，領秦州、階州、成州。大順二年（891年）階州別屬洋州武定軍節度。天祐元年（904年），因與魏州天雄軍重名，改稱雄武軍節度使。
五代初為岐王李茂貞所據，下領秦、鳳、階、成4州。前蜀永平五年（915年）攻取該節度使及秦、階、成3州，改稱天雄軍節度使（因與金州雄武軍重名而改）。後唐同光三年（925年）滅前蜀，復號雄武軍。後晉因之。後晉天福十二年（947年），辽朝灭后晋，雄武軍節度使何重建不愿臣服辽朝，归降後蜀。後周顯德二年（後蜀廣政十八年，955年），後蜀雄武軍節度使兼侍中韓繼勳棄秦州奔成都，雄武軍觀察判官趙玭舉城投降後周軍。北宋時屬秦鳳路管轄。

## 历任节度使
- 王晏实（863年—865年）
- 马举（865年—868年）
- 独孤云（869年—870年）
- 仇公遇（879年—882年）
- 景端（中和年间）
- 李茂庄（890年—895年）
- 李继徽（895年—897年）
- 孙储（897年—900年，未任）
- 符道昭（903年，未任）
- 李繼崇（904年—915年）
- 王宗俦（915年—916年）
- 唐文裔（916年—919年）
- 王晖（919年）
- 王宗昱（919年—924年）
- 王承检（924年）
- 王承休（924年—925年）
- 王思同（926年—930年）
- 刘仲殷（931年—933年）
- 张延朗（933年—934年）
- 康福（934年—940年）
- 侯益（940年—945年）
- 石重睿（945年—946年）
- 何建（946年—948年）
- 韩保贞（948年—951年）
- 高彦俦（948年）
- 韩继勋（955年）
- 王景（956年—961年）
- 高防（961年）
- 吴廷祚（962年—964年）
- 刘熙古（964年—968年）
- 路冲（973年—974年）
- 张炳（975年—977年）